# نشریه بین‌المللی میکروب‌شناسی سیستماتیک و تکاملی
نشریه بین‌المللی میکروب‌شناسی سیستماتیک و تکاملی (انگلیسی: International Journal of Systematic and Evolutionary Microbiology)، یک مجله علمی-تخصصی با داوری همتا به زبان انگلیسی است که پژوهش‌های سازگان‌شناسی میکروبیولوژی از جمله طبقه‌بندی، نامگذاری، شناسایی، تبارزایی، فرگشت و تنوع زیستی انواع میکروارگانیسم‌ها، از جمله پروکاریوتها، مخمرها و شبه‌مخمرها، تک‌یاخته‌ها و جلبک‌ها را پوشش می‌دهد.
این مجله در سال ۱۹۵۱میلادی تأسیس شده است و در حال حاضر ماهانه توسط انجمن میکروبیولوژی عمومی منتشر می‌شود.